# Sonja Schmid-Burgk
Sonja Schmid-Burgk (* 30. Mai 1911 in Frankfurt am Main; † 28. Oktober 1999 in Freiburg im Breisgau) war eine deutsche Historikerin und Autorin.
Nach einem Studium der Geschichte in Frankfurt, Berlin, Lausanne und Leipzig wurde Schmid-Burgk promoviert. Nach dem Krieg zog sie nach Freiburg und arbeitete in der Jugendzeitung „Der Fährmann“ des Herder Verlages. Seit 1956 war sie Geschäftsführerin der Zweigstelle der „Arbeitsgemeinschaft Der Bürger im Staat e. V.“ in Freiburg und wurde 1976 Leiterin der Außenstelle Freiburg der Landeszentrale für politische Bildung Baden-Württemberg. Nach Eintritt in den Ruhestand betreute sie im Herder-Verlag 15 Jahre lang die zeitgeschichtliche Taschenbuchreihe, in der sie selbst zwei Standardwerke mit Briefen an junge Frauen und jüngere Mitbürger herausgab.
Schmid-Burgk engagierte sich in der Europa-Bewegung und in der Frauenbewegung. So gehörte sie 1947 zu den Gründungsmitgliedern des Freiburger Frauenrings, 1961 bis 1970 war sie Vorsitzende des Landesverbandes Baden, 1973 bis 1976 stellvertretende Bundesvorsitzende und mehr als zwanzig Jahre Beobachterin beim Europarat. Sie war außerdem Kuratoriumsmitglied des Carl-Schurz-Hauses in Freiburg. In der Badischen Narrenzunft gründete sie einen weiblichen Elferrat.
Schmid-Burgk war von 1973 bis 1976 Mitglied im Beirat der Friedrich-Naumann-Stiftung.

## Veröffentlichungen
- (Hrsg.): Mut zur Öffentlichkeit. Briefe an junge Frauen. Herder, Freiburg im Breisgau, Basel, Wien 1978, ISBN 978-3-451-07685-5.
- (Hrsg.): Ein Leben für die Politik? Briefe an jüngere Mitbürger. Herder, Freiburg im Breisgau, Basel, Wien 1988, ISBN 978-3-451-08573-4.